# Dyczków (przystanek kolejowy)
Dyczków (ukr. Дичків) – przystanek kolejowy w miejscowości Dyczków, w rejonie tarnopolskim, w obwodzie tarnopolskim, na Ukrainie. Położony jest na linii Odessa – Lwów.
Przystanek został otwarty w II Rzeczypospolitej.